# Estrique
Die Estrique ist ein kleiner Fluss in Frankreich, der im Département Ariège in der Region Okzitanien verläuft. Sie entspringt im Gemeindegebiet von Saint-Victor-Rouzaud, entwässert generell Richtung Nordnordost und mündet nach rund 17 Kilometern im Gemeindegebiet von Bézac als linker Nebenfluss in die Ariège. 
Auf ihrem Weg ändert die Estrique mehrmals den Namen:
- Ruisseau des Coumes im Oberlauf, danach
- Ruisseau de l’Estrique de Saint-Victor.

Erst bei Saint-Victor-Rouzaud nimmt sie ihren definitiven Namen an.

## Orte am Fluss
(Reihenfolge in Fließrichtung)
- Les Coumes, Gemeinde Saint-Victor-Rouzaud
- Le Cousinat, Gemeinde Saint-Victor-Rouzaud
- Saint-Victor-Rouzaud
- Le Poticayre, Gemeinde Madière
- Escosse
- La Plaine, Gemeinde Pamiers
- Bézac